# Otamanzi (Wahlkreis)
Der Wahlkreis Otamanzi ist ein Wahlkreis im Osten der Region Omusati im zentralen Norden Namibias. Kreisverwaltungssitz ist Otamanzi. Im Wahlkreis leben (Stand 2023) 16.400 Menschen auf einer Fläche von 4185 Quadratkilometern.

## Wahlen
| Wahl | Name               | Partei | Stimmenanteil |
| ---- | ------------------ | ------ | ------------- |
| 1992 |                    |        |               |
| 1998 |                    |        |               |
| 2004 | Efraim Kuugongelwa | SWAPO  | o. W. 1       |
| 2010 | Johannes Iiyambo   | SWAPO  | o. W. 1       |
| 2015 | Johannes Iiyambo   | SWAPO  | o. W. 1       |
| 2020 | Johannes Iyambo    | SWAPO  | 90,3 %        |